# Milovan Milovanović
Milovan Milovanović (serbi: Милован Миловановић)  (Belgrad, 17 de febrer de 1863 - Belgrad, 18 de juny de 1912) (ciríl·lic serbi: Милован Ђ. Миловановић), va ser un polític serbi, diplomàtic, escriptor i advocat constitucional, que va ocupar el càrrec de vice-primer ministre de Sèrbia.
Estudià Dret en el seu país, passant després a Alemanya i França per a completar els seus coneixements jurídics, i als vint-i-cinc anys fou nomenat professor de Dret Internacional en la Universitat de Belgrad. La seva competència en afers internacionals el portà a ocupar el càrrec de secretari general del ministeri de Negocis Estrangers, i el 1890 se li confiaren les negociacions d'un tractat de comerç amb Àustria-Hongria. Milovanović figurava en política dintre del partit radical; per aquest motiu presentà la dimissió d'aquell càrrec en abdicar el rei Milà, per haver la regència confiat el poder als liberals, i tornà a la seva càtedra de la Universitat de Belgrad. Durant aquest apartament, més aviat aparent que real, de la vida política, publicà violents articles contra la intromissió de Milà I en els negocis d'Estat, i procura assolir la unió dels radicals: s'assegura, a més, que tramà un complot contra el monarca: el cert ´´es que tingué de traslladar-se a l'estranger per evitar la seva detenció, i fou condemnat a dos anys de presó per contumàcia. El 1900 Milovanović, tornà a assolir el favor reial, després del trencament del rei Alexander amb el seu pare l'ex rei Milà I, i se'l destinà per a representar Sèrbia a Bucarest. Ocupà aquesta càrrec poc temps, ja que se'l cridà al seu país per a regentar les carteres d'Agricultura i d'Hisenda, però sentint-se amb més vocació per la diplomàcia, sol·licità i assolí la legació de Roma el 1902. Després de l'assassinat del rei Alexandre i de la seva esposa Draga, Milovanović fou mantingut en el seu càrrec diplomàtic pel rei Pere, i el 1907 representà Sèrbia en la Conferència de la Haia. El 1908 ocupà la cartera de Negocis Estrangers, i la presidència del Consell de Ministres el 1910; en aquest important lloc donà proves de molta prudència, ja que va saber evitar a la seva pàtria de dies luctuosos (que per desgracia van sobrevenir després), procurant calmar l'e4xcitació que produí a Sèrbia l'annexió per part d'Àustria de la Bòsnia i l'Hercegovina. Es limità a apel·lar, davant Europa, de la conducta d'Àustria, i es traslladà a Berlín amb el fi d'interessar Alemanya en favor del seu país.
Milovanović, deixà diverses obres, sobre tot de caràcter jurídic, sent entre elles molt notable un treball vers La Sèrbia Constitucional.